# Patsy Kelly
Patsy Kelly (12 de enero de 1910 - 24 de septiembre de 1981) fue una actriz teatral y cinematográfica estadounidense.

## Biografía
Su verdadero nombre era Sarah Veronica Rose Kelly, y nació en Brooklyn, Nueva York, de familia irlandesa. 
Debutó en Broadway en 1928. En 1930 y 1931, actuó para el productor Earl Carroll en sus populares musicales Sketches y Vanities. También actuó con el popular cómico teatral Frank Fay. 
Kelly, al igual que otros actores neoyorquinos, debutó en el cine con un corto de la productora Vitaphone rodado en esa ciudad. En 1933 el productor Hal Roach contrató a Kelly para trabajar junto a Thelma Todd en una serie de cortos cómicos (Kelly reemplazaba a ZaSu Pitts, que dejó a Roach tras una disputa salarial). Los cortos de Todd y Kelly cimentaron la imagen de Patsy Kelly: una mujer descarada y ocurrente que con frecuencia pinchaba la pomposidad de otros personajes. Las últimas entregas de la serie exhibían las dotes bailarinas de Kelly. Thelma Todd falleció en 1935, y Kelly finalizó la serie, primero con Pert Kelton y después con Lyda Roberti.
Patsy Kelly después trabajó en el más ambicioso mundo de los largometrajes, a menudo interpretando personajes de la clase trabajadora en comedias y musicales.
En la vida real, el indiscreto estilo de vida de Kelly le supuso la expulsión de restaurantes y reuniones sociales. En ocasiones admitió públicamente ser lesbiana. En 1943 los productores se habían distanciado de la alocada Kelly, y solo encontró trabajo en Producers Releasing Corporation, el más pequeño y barato de los estudios cinematográficos. Entre sus últimos papeles están dos comedias de esa productora, My Son, the Hero y Danger! Women at Work.
Ella finalmente se hizo ama de llaves y amante de Tallulah Bankhead, diciendo que cualquier hombre atraído por ella debía ser un "lesbo".
En televisión actuó en programas de gran audiencia como The Man from U.N.C.L.E., El show de Dick Van Dyke, The Wild Wild West y Alfred Hitchcock Presents, así como en varios pilotos que no llegaron a ser adquiridos. También una actuación memorable en el papel de "Laura-Louise" en la película Rosemary's Baby (1968), dirigida por Roman Polanski, junto a los veteranos actores Sidney Blackmer, Ruth Gordon y Maurice Evans. 
Volvió a Broadway en 1971 con la reposición de No, No, Nanette, junto a Ruby Keeler y Helen Gallagher. Patsy tuvo un gran éxito con su papel, y ganó un Premio Tony de 1971. El año siguiente superó ese éxito con el musical Irene, junto a Debbie Reynolds, y fue nominada nuevamente al Tony. 
Kelly también actuó como el ama de llaves Mrs. Schmauss en el film de 1976 Viernes alocado, protagonizado por Jodie Foster y Barbara Harris.
Patsy Nelly falleció en 1981, a los 71 años de edad, en Woodland Hills (Los Ángeles), California, a causa de un cáncer.